# Denis Decrès
Denis Decrès (Chaumont, 18 giugno 1761 – Parigi, 7 dicembre 1820), fidato collaboratore ed amico di Napoleone Bonaparte, fu Prefetto marittimo di Lorient (30 settembre 1800-22 giugno 1801), Ministro della Marina e delle Colonie tra il 1801 ed il 1814, e poi durante il periodo dei Cento giorni (20 marzo 1815 - 22 giugno 1815). Pari di Francia (2 giugno 1815), insignito della Gran Croce della Legion d'onore, e Croce di Cavaliere dell'Ordine di San Luigi.

## Biografia
Nacque a Chaumont il 18 giugno 1761, figlio di un ufficiale di cavalleria. Effettò studi speciali, dimostrando una forte propensione per il servizio in mare, venendo ammesso nella Marine royale come aspirante guardiamarina il 17 aprile 1779. Il suo zelo in servizio e la sua intelligenza precoce lo fanno nominare guardiamarina nel luglio 1780.
Imbarcato sulla fregata le Richemond, che faceva parte della squadra dell'ammiraglio François Joseph Paul de Grasse, si segnalò in diversi combattimenti avvenuti nel mare delle Antille. Diede prova di raro coraggio durante la giornata del 12 aprile 1782, quando al comando di una scialuppa, e sotto il fuoco inglese, prese a rimorchio il vascello Le Glorieux gravemente danneggiato portandolo al sicuro. Partecipò poi al battaglia delle Saintes, ed il comportamento mantenuto durante nello scontro gli vale la promozione a sottotenente di vascello. Il 18 febbraio 1783 si fa particolarmente notare quando, al comando della goletta la Nymphe, e di concerto con altre due fregate francesi, catturò la fregata inglese da 44 cannoni Argo. Il suo talento, il suo stato di servizio, le missioni in cui prese parte con zelo e successo gli valsero, il 25 marzo 1786, la promozione a tenente di vascello, ed il comando della fregata l'Alouette.
Si reimbarcò ben presto sulla goletta la Nymphe, agli ordini del capitano di vascello Guy Pierre de Kersaint, per andare a constatare la realtà dei giacimenti di bitume dell'isola di Trinidad, allora colonia spagnola, inviando al maresciallo de Castries, allora Sottosegretario di stato alla Marina, il giornale delle operazioni da lui redatto e relativo alla spedizione, ricevendo un encomio. Ritornato in Francia nel momento in cui la rivoluzione francese era appena esplosa, ricevette quasi subito l'ordine di recarsi a Brest per imbarcarsi sulla fregata Cybèle, come maggior generale della divisione fregate appartenente alla squadra navale che il contrammiraglio Armand de Saint-Félix doveva condurre nei mari dell'India.

### La rivoluzione francese
Il 6 febbraio 1792 la squadra di Saint-Félix, incrociando davanti alla costa di Malabar, si imbatte in una nave mercantile francese, catturata dai pirati Maratti, ancorata sotto la protezione di Fort Coulabo. Dopo aver proposto all'ammiraglio di riprenderla abbordandola, al comando di tre canotti si avvicinò nottetempo alla nave, salendo a bordo e gettando in mare una cinquantina di pirati Maratti. Levò quindi le ancore e riporto la nave sotto la protezione della squadra.
Nel gennaio 1793 scoppiò la guerra contro l'Inghilterra, con le colonie in preda alle stesse convulsioni che agitavano la madrepatria. Nell'ottobre di quell'anno l'ammiraglio Saint-Félix lo incaricò di recarsi in Francia per rendere conto al governo della situazione sull'Ile de France, sollecitando il pronto invio di aiuti. Salpato a bordo della fregata Atalante arrivò a Lorient il 14 febbraio 1794, apprendendo in una volta che promosso al grado di capitano di vascello nel gennaio 1793, era stato destituito per misura generale. Inoltre, in quanto nobile, fu immediatamente arrestato.
Condotto a Parigi dalla gendarmeria riuscì a sfuggire all'accusa di tradimento che pendeva su di lui e fu messo agli arresti domiciliari presso la sua famiglia, residente nel dipartimento dell'Alta Marna, dove visse in isolamento fino al giugno 1795 quando venne reintegrato nel suo grado di capitano di vascello. Nell'ottobre successivo assunse il comando del vascello da 80 cannoni Formidable che trasferì da Tolone a Brest per partecipare all'invasione dell'Irlanda. Assistette al fallimento della spedizione del 1796, e nel marzo 1797 viene promosso capo divisione. Non essendo riuscito il tentativo di invasione dell'Irlanda, l'armata navale venne disarmata ed egli rimase inoperoso fino al momento in cui i preparativi della spedizione in Egitto gli offrirono l'opportunità di associarsi ai conquistatori.

### La spedizione in Egitto e l'assedio di Malta
Nell'aprile 1798 fu elevato al grado di contrammiraglio, assumendo il comando delle fregate della squadra navale agli ordini dell'ammiraglio François-Paul Brueys D'Aigalliers incaricata di proteggere la spedizione in Egitto, innalzando la sua insegna sulla Diane. Durante all'attacco all'isola di Malta fu incaricato di proteggere lo sbarco delle truppe, sostenendo nel contempo il combattimento contro le galere dei Cavalieri di Malta. Nel combattimento di La Valletta la sua nave fu gravemente danneggiata, ed egli trasferì la sua insegna dapprima sul vascello da 74 cannoni Mercure e poi sull'Heureux. Partecipa marginalmente alla battaglia di Aboukir, dimostrando comunque il solito zelo e coraggio, e durante la notte, al seguito dei due vascelli della divisione del contrammiraglio Villeneuve, salpa con le due fregate rimastegli, allontanandosi dalla battaglia e rifugiandosi a Malta. Le forze britanniche non tardano a riunirsi davanti all'isola, bloccando ogni accesso. Assunto il comando degli avamposti durante i diciassette mesi dell'assedio, le truppe francesi al comando del generale Claude Henri de Belgrand de Vaubois, dovettero sostenere i reiterati assalti del nemico. Ogni giorno che trascorreva la posizione dei francesi diventava sempre più critica: una parte dell'isola era ormai caduta in mano ai britannici, i viveri scarseggiavano ed il numero dei malati si moltiplicava rapidamente. Nel marzo 1800 le truppe di Vaubois si trovavano trincerate nella città di La Valletta, mentre il resto dell'isola era saldamente in mano inglese. Salpato il 12 marzo al comando del vascello da 80 cannoni Le Guillaume Tell, con a bordo 200 malati e 1.000 soldati, fu attaccato da una fregata e due vascelli britannici mentre provava a forzare il blocco per raggiungere Tolone. Dopo nove ore di combattimento venne obbligato ad arrendersi dopo avere messo fuori combattimento due dei suoi tre avversari e perso la metà del suo equipaggio. egli stesso, così come il capitano di vascello Saunier e molti ufficiali, rimase ferito durante la battaglia, che ebbe l'onore di venire riportata sul Naval Chronicle dell'epoca. Per impedire ad ogni costo la cattura della nave giunse al punto di voler appiccare personalmente il fuoco alla santabarbara del vascello, così da farlo saltare in aria, ma ne venne dissuaso dai suoi subordinati. Giunto prigioniero a Palermo incontrò Lord Nelson che lo trattò con riguardo. Scambiato con prigionieri inglesi nell'agosto dello stesso anno, ricevette in dono una sciabola che gli fu consegna personalmente il Primo Console.

### Gli anni al Ministero

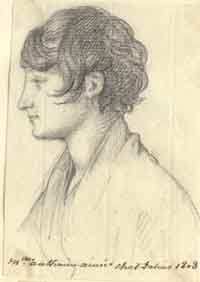
Ritratto di Mademoiselle Rosine Decrès (1788-1864), duchessa di San-Germano eseguito dal pittore Frédéric Christophe d'Houdetot (1778–1859)

Al suo rientro in Francia, il 30 settembre Bonaparte lo nominò Prefetto marittimo di Lorient e poi comandante della squadra di Rochefort nel giugno 1801.  Il 2 ottobre dello stesso anno fu nominato Ministro della Marina e delle Colonie al posto dell'ingegnere Pierre Alexandre Forfait. Questo incarico era particolarmente difficile visto la deplorevole situazione in cui si trovavano le forze navali francesi, ed egli sostenne un ruolo considerevole nella riorganizzazione della marina sebbene la sua gelosia l'abbia portato a scegliere mediocri collaboratori. L'arrivo del nuovo ministro toglie d'un colpo tutte le calamità che pesavano sulla marina francese, e il primo Console, soddisfatto della sua attività lo incoraggiò e rassicurò sulle macchinazioni di cui temeva di diventare vittima. I rapporti tra i due, tuttavia, non furono sempre idilliaci. Quando assunse la carica di Ministro la marina francese contava cinquantacinque vascelli di linea e quarantun fregate, e nel corso dei tredici anni seguenti furono realizzati 83 vascelli e sessantacinque fregate, oltre alle navi minori ed alla flottiglia preparata a Boulogne per l'invasione dell'Inghilterra.
Promosso al grado di viceammiraglio il 30 maggio 1804, lo stesso giorno di Pierre Charles Silvestre de Villeneuve e Honoré-Joseph-Antoine Ganteaume, uno dei suoi primi atti fu quello di dare il via agli immensi lavori di potenziamento degli arsenali di Venezia, Niewdep, Flessingue, Anversa, e soprattutto Cherbourg. Il 14 giugno 1804 venne nominato Grande Ufficiale e comandante della 10ª coorte della Legion d'Onore. Il 1º febbraio 1805 divenne Ispettore Generale delle Coste del Mediterraneo, e Cavaliere di Gran Croce della Legion d'Onore.
Napoleone stava elaborando il piano di invasione della Gran Bretagna, riunendo un'armata sulle coste francesi, e il Ministro si mise alacremente al lavoro per assicurare la riuscita dell'impresa. La realizzazione della parte navale del piano d'invasione, atta ad assicurarsi la temporanea superiorità navale nel Canale della Manica, venne affidato al viceammiraglio Pierre Charles Silvestre de Villeneuve, suo vecchio amico. Tale superiorità doveva permettere alla flottiglia da sbarco di attraversare indenne la Manica e sbarcare l'armata sulle coste inglesi. L'invasione non ebbe mai luogo in quanto la squadra franco-spagnola di Villeneuve non riuscì nell'intento di assicurarsi il controllo del Canale, venendo poi bloccata da una squadra navale inglese a Cadice. L'ammiraglio Villeneuve, malgrado gli ordini contrari del Ministro della Marina, uscì da Cadice per impegnare combattimento con la squadra britannica comandata da Lord Nelson. La battaglia di Trafalgar terminò con un disastro navale senza precedenti nella storia francese e spagnola, con pesanti perdite subite da entrambe le flotte. Rimasto profondamente colpito da questa catastrofe non riuscì nell'intento di far perdonare dall'Imperatore il suo vecchio amico de Villeneuve che si suicidò, o fu ucciso, a Rennes nel 1805, dopo essere stato liberato sulla parola dagli inglesi.
Il 4 luglio 1808 gli viene conferito il titolo di Conte dell'Impero diventando successivamente Duca dell'Impero in data 28 aprile 1813. Ricoprì l'incarico di Ministro della Marina fino alla caduta di Napoleone, avvenuta il 14 aprile 1814. Il 3 giugno dello stesso anno divenne Cavaliere dell'Ordine di San Luigi ma rimase sempre fedele a Napoleone, che lo riconfermò nel portafoglio della marina durante i cento giorni, dal 20 marzo al 22 giugno 1815. Fu la speranza di vendicare la Francia dell'umiliazione patita nel 1814, a farlo ritornare al comando del suo vecchio ministero. Nominato Pari di Francia il 2 giugno 1815, dopo la seconda restaurazione si ritirò a vita privata e il 15 novembre successivo prese come sua sposa Rosine Anthoine de Saint-Joseph, vedova del generale Charles Saligny de San-Germano, e sorella del Maresciallo di Francia Louis Gabriel Suchet.

### La morte
Il suo valletto di camera, Tasca, dopo averlo derubato di somme considerevoli, provò a coprire definitivamente tali crimini. Il 22 novembre 1820, mentre l'ammiraglio si trovava ad una rappresentazione teatrale francese, il suo valletto pose dei pacchetti di polvere da sparo tra i materassi del padrone, che al rientro andò a letto senza attendere i suoi servigi. Verso la mezzanotte Tasca diede loro fuoco per mezzo di una ciocca di capelli, e l'esplosione gettò Decrès fuori dal letto procurandogli gravi ferite e ustioni. Il suo primo gesto fu quello di chiamare in soccorso il suo assassino, ma questi gli rispose solamente con un grido di spavento e, precipitandosi nella corte del palazzo, cadde sul lastricato con una tale violenza da morire alcune ore dopo. Questo episodio provò così profondamente il duca che morì pochi giorni dopo, il 7 dicembre 1820. Il suo corpo è sepolto al cimitero monumentale di Père-Lachaise. In quanto marinaio dell'Impero, il suo nome figura sull'Arco di trionfo a Parigi, 33ª colonna pilone ovest.

### Onorificenze francesi

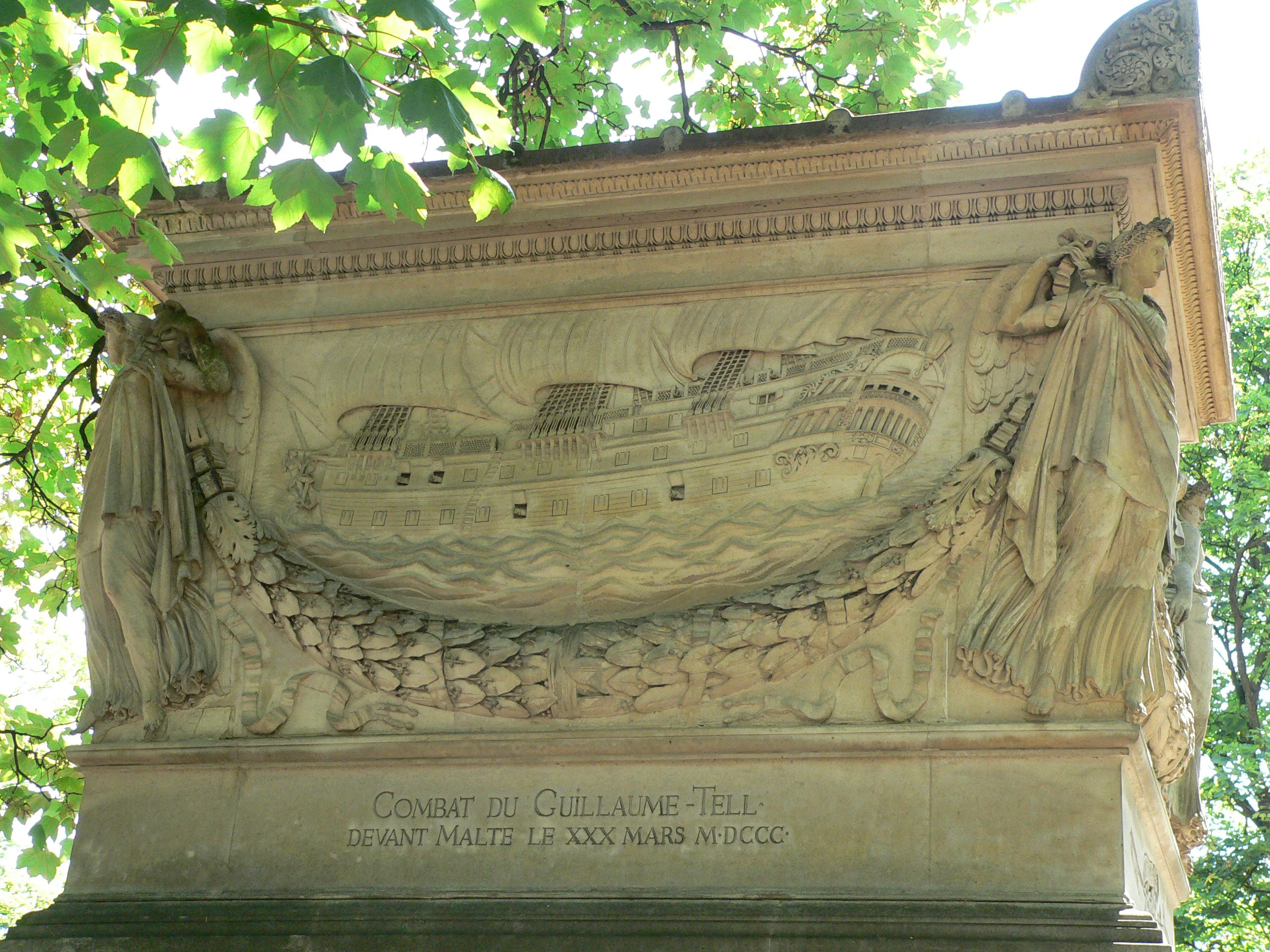
"Il combattimento sostenuto dal vascello Guillaume Tell a Malta il 30 marzo 1800"; tomba di Denis Decrès al cimitero di Père-Lachaise.

### Annotazioni
1. ↑  Si trattava della Cybèle e della Amphitrite.
2. ↑  Si trattava della fregata Penelope e dei vascelli Lion e Foudroyant.
3. ↑  Incarico mantenuto fino al 22 giugno 1801
4. ↑  Secondo Napoleone il Ministro era un buon organizzatore, ma troppo cortigiano e poco marinaio, con la mania di voler creare una flotta da guerra limitandosi ad "impilare e a mettere in valore" cannoni, pennoni e scafi. Un pignolo che, a quel ritmo, affermerà Napoleone, nel 1803 avrebbe realizzato si una Marina in grado di competere con quella britannica, ma solo nel giro di dieci anni.
5. ↑  Legata a tale onorificenza vi era una rendita di 80 000 franchi annui.
6. ↑  La cosiddette Armée d'Angleterre.
7. ↑  Essi prevedevano che la squadra franco-spagnola prendesse il mare per trasferire alcune migliaia di soldati a Napoli.
8. ↑  La squadra spagnola era al comando dell'ammiraglio Federico Carlos de Gravina y Napoli.

### Fonti
1. 1 2 3  Lardier 1829, p. 252.
2. 1 2 3 4 5 6 7 8 9 10 11 12 13  Wilson 2004, p. 106.
3. 1 2 3  Hannequin 1835, p. 279.
4. 1 2 3 4 5 6 7 8 9 10 11 12  Hannequin 1835, p. 280.
5. 1 2 3 4 5 6 7 8 9  Hannequin 1835, p. 281.
6. ↑  Hannequin 1835, p. 282.
7. 1 2  Donolo 2012, p. 187.
8. ↑  Hannequin 1835, p. 283.
9. 1 2 3 4 5 6  Hannequin 1835, p. 284.
10. 1 2 3 4 5 6 7  Da Frè 2005, pp. 82-97.
11. 1 2 3  Hannequin 1835, p. 285.
12. 1 2 3 4 5 6 7  Hannequin 1835, p. 286.
13. ↑  Donolo 2012, p. 251.
14. ↑  Donolo 2012, p. 252.